# العلاقات التشيلية المارشالية
العلاقات التشيلية المارشالية هي العلاقات الثنائية التي تجمع بين تشيلي وجزر مارشال.

## مقارنة بين البلدين
هذه مقارنة عامة ومرجعية للدولتين:
| وجه المقارنة                                              | تشيلي                         | جزر مارشال                     |
| --------------------------------------------------------- | ----------------------------- | ------------------------------ |
| المساحة (كم2)                                             | 756.10 ألف                    | 181                            |
| عدد السكان (نسمة)                                         | 17.37 مليون                   | 53.13 ألف                      |
| الكثافة السكانية (ن./كم²)                                 | 22.97                         | 29.35 ألف                      |
| العاصمة                                                   | سانتياغو                      | ماجورو                         |
| اللغة الرسمية                                             | اللغة الإسبانية               | لغة إنجليزية، اللغة المارشالية |
| العملة                                                    | بيزو تشيلي، وحدة حساب تشيلية ‏ | دولار أمريكي                   |
| الناتج المحلي الإجمالي (بليون دولار)                      | 277.08 مليار                  | 199.40 مليون                   |
| الناتج المحلي الإجمالي (تعادل القوة الشرائية) بليون دولار | 419.39 مليار                  | 207.25 مليون                   |
| الناتج المحلي الإجمالي الاسمي للفرد دولار أمريكي          | 13.42 ألف                     | 3.38 ألف                       |
| الناتج المحلي الإجمالي للفرد دولار أمريكي                 | 22.07 ألف                     | 3.80 ألف                       |
| مؤشر التنمية البشرية                                      | 0.832                         |                                |
| رمز المكالمات الدولي                                      | +56                           | +692                           |
| رمز الإنترنت                                              | .cl                           | .mh                            |
| المنطقة الزمنية                                           | 00، 00، 00، 00                | ت ع م+12:00                    |

## منظمات دولية مشتركة
يشترك البلدان في عضوية مجموعة من المنظمات الدولية، منها:
| علم المنظمة | اسم المنظمة                   | تاريخ انضمام تشيلي | تاريخ انضمام جزر مارشال |
| ----------- | ----------------------------- | ------------------ | ----------------------- |
|             | البنك الدولي للإنشاء والتعمير | 31 ديسمبر 1945     | 21 مايو 1992            |
|             | يونسكو                        | 7 يوليو 1953       | 30 يونيو 1995           |
|             | الاتحاد الدولي للاتصالات      | 1908               | 22 فبراير 1996          |
|             | مؤسسة التمويل الدولية         | 15 أبريل 1957      | 23 سبتمبر 1992          |
|             | منظمة الشرطة الجنائية الدولية | ?                  | ?                       |
|             | الأمم المتحدة                 | 24 أكتوبر 1945     | 17 سبتمبر 1991          |
|             | مؤسسة التنمية الدولية         | 30 ديسمبر 1960     | 19 يناير 1993           |
|             | منظمة حظر الأسلحة الكيميائية  | ?                  | ?                       |

## وصلات خارجية
- موقع وزارة الخارجية التشيلية